# أنتوني شورت
أنتوني شورت (2 يناير 1953 في نيوزيلندا - ) (بالإنجليزية: Anthony Short)‏ هو لاعب كريكت نيوزلندي. لعب مع Central Districts cricket team ‏.

## وصلات خارجية
- أنتوني شورت على موقع إي آس بي آن كريك إنفو (الإنجليزية)